# Думитру Самариняну
Думитру Г. Самариняну (на румънски: Dumitru Gh. Samarineanu) е румънски общественик, кмет на град Черна вода в 1929 – 1931 и 1932 – 1933 година.

## Биография
Самариняну е роден в 1889 (или 1888) година в Гревена, тогава в Османската империя, днес в Гърция. Завършва право в Букурещкия унверситет в 1914 година. В 1923 година се установява в добруджанския град Черна вода. Кмет е на града два мандата от 24 април 1929 до 15 август 1931 и от 20 юни 1932 до 14 ноември 1933 г. Награден е с орден „Държавен възход“ (Avântul Ţării), възпоменателен медал за войната 1916 - 1918 и орден „Румънска корона“.
На 15 август 1952 година комунистическите власти го арестуват и той умира в лагера Капул Мидия на 10 февруари 1953 година от нечовешките условия.